# 陈仁洪
陈仁洪（1917年—1990年），原名王继祥，曾用名陈敏，江西省上饶市铅山县紫溪乡沦头村人，中国人民解放军少将。
早年参加中国工农红军，担任铅山县红军独立营政委，后担任闽北军分区警卫营政委。1935年，任闽北红军独立师第三团一营政委。次年任闽赣军区第四纵队第一支队政委。抗日战争期间，担任新四军第三支队第五团二营营长。1941年，任新四军第七师第十九旅第五十六团一营营长、第五十七团副团长。1943年，任第七师独立团副团长。第二次国共内战期间，担任华中野战军六纵十七师参谋长、华东野战军六纵十七师副师长、十六师师长。1949年，任第三野战军第24军70师师长。1952年，率部参加朝鲜战争，任24军副军长，后授少将军衔。1960年，改任中国人民解放军第66军副军长。1964年，改任中国人民解放军第24军军长。1968年，改任24军政委。1969年，升任北京军区副政委。1977年，改任济南军区副政委；1982年，升任军区政委。